# Luzsicza Árpád
Luzsicza Árpád (születési név: Luzsicai Lajos Árpád; álnév: Csenki Lajos) (Tatabánya, 1949. február 17. –) magyar festő- és grafikusművész, szobrász, illusztrátor.

## Életpályája
1963–1967 között a budapesti II. Rákóczi Ferenc Gimnázium diákja volt. 1967–1974 között a budapesti Kertészeti Egyetem hallgatója volt. 1972-től jelentek meg rajzai, grafikái irodalmi lapokban és folyóiratokban. 1977–1982 között a Prágai Képzőművészeti Akadémia grafika szakán tanult; itt Ladislav Čepelák oktatta. 1982-től kiállító művész. 1982–1985 között a Fiatal Művészek Stúdiója tagja volt. 1983–1988 között a Ferenczy István Képzőművészeti Kör tanára volt.
Aktív művészetszervezői tevékenységet folytatott. Tagja a Magyar Grafikusművészek Szövetségének, a Magyar Alkotóművészek Országos Egyesületének, a Magyar Festők Társaságának, a Magyar Szobrász Társaságnak és más művészeti szervezeteknek.

## Családja
A Luzsicza család tagja. Szülei, Luzsicza Lajos (1920–2005) festőművész, grafikus és Jaszenovics Ágnes rajztanár voltak. Felesége, Csenki Zsuzsa kertészmérnök. Lánya, Luzsicza Fanni (1985–) fotóművész. Testvére, Stiller-Luzsicza Ágnes (1953–) festőművész. Sógora, Baksa-Soós János (1948–2021) zenész és képzőművész volt. Unokaöccse, Baksa-Soós Attila (1972–) író, költő, műfordító zenész.

## Egyéni kiállításai
- 1983-1984, 1996, 1999-2001, 2003-2004, 2006-2007, 2014 Budapest
- 1984 Pécs
- 1985 Székesfehérvár, Prága, Zsolna
- 1986 Belgrád
- 1988 Komárom (Lipcsey Györggyel)
- 1991 Kiskőrös, Sárvár, Kapolcs
- 1994, 2013 Veszprém
- 1997 Kiskunhalas
- 1998 Kapolcs
- 1999 Baja, Dunaszerdahely, Prága
- 2000 Óbudavár
- 2001 Sárvár
- 2002 Szentantalfa, Baja, Áporka
- 2003 Szeged
- 2004 Komárom-Komarno
- 2005 Baja
- 2006 Áporka
- 2007 Alsóörs
- 2008 Szekszárd
- 2009, 2014 Prága
- 2010 Tatabánya
- 2011 Érsekújvár
- 2012 Répcelak

## Díjai
- a Csehszlovák Kulturális Minisztérium ösztöndíja (1984)
- SZOT-ösztöndíj (1985)
- Eötvös-ösztöndíj (1985)
- a Novi Sad-i Képzőművészeti Főiskola ösztöndíja (1986)
- az Egri Akvarell Biennále díjazottja (1988)